# Captain Tsubasa (jeu vidéo, 1988)
Pour les articles homonymes, voir Tsubasa.
Pour le manga, voir Captain Tsubasa.
Captain Tsubasa est un jeu vidéo de football sorti en 1988 sur Famicom. Le jeu a été développé et édité par Tecmo, uniquement au Japon. Il est basé sur le manga et l'anime éponymes.
Le jeu a connu une adaptation sortie en 1992 sur Nintendo Entertainment System qui porte le nom de Tecmo Cup Football Game.